# Забеглице
Забеглице (чеш. Záběhlice) — исторический район Праги, кадастровый квартал в составе административных районов Прага 10 и Прага 4. Располагается в центральной части города, между кадастровыми кварталами Михле, Страшнице и Ходов. 

## Население
По состоянию на 2009 год район насчитывал 3255 домашних хозяйств, в которых проживало 32 034 человека, в том числе 17 111 женщин, 14 923 мужчины, а также 3134 ребёнка младше 15 лет (1531 девочка и 1603 мальчика). Район обслуживается тремя почтовыми отделениями, их индексы 102 00, 106 00 и 141 00.

## Достопримечательности
- Забеглицкий замок
- Церковь Рождества Девы Марии, построенная в первой половине XII века.